# Мунзук, Галина Максимовна
Галина Максимовна Мунзук (род. 26 сентября 1955, Кызыл) — советская и российская актриса, политик, член Совета Федерации (2011—2014). Заслуженная артистка Российской Федерации (2006).

## Биография
Родилась 26 сентября 1955 года в Кызыле. В 1978 году окончила Театральное училище им. Щукина.
С 1978 года служила в Тувинском национальном музыкально-драматическом театре. В 1984 году получила премию Ленинского комсомола, в 1988 году — премию Министерства культуры Республики Тыва. В 2006 году присвоено звание Заслуженной артистки Российской Федерации. Заслуженная артистка Республики Тува. Член Союза театральных деятелей РФ. Возглавляет Общественную региональную благотворительную организацию защиты семьи, материнства и детства «Мама».
В 1984 году снялась в фильме «Костёр в белой ночи», в 2009 году — в картине «Тайна Чингис Хаана».
В 2008 году впервые избрана в Верховный хурал Тывы, в 2010 году переизбрана по списку «Единой России».
2 апреля 2011 года глава Республики Тыва Шолбан Кара-оол подписал указ о назначении Мунзук членом Совета Федерации — представителем от исполнительного органа государственной власти региона ввиду досрочного прекращения полномочий её предшественника Сергея Пугачёва, обвинённого в пренебрежении к интересам региона.
С июня по ноябрь 2011 года входила в Комитет Совета Федерации по делам Севера и малочисленных народов, одновременно с июля по ноябрь 2011 года состояла в Комиссии культуре. С ноября 2011 по октябрь 2014 года — член Комитета по социальной политике.
Постановлением Совета Федерации № 438-СФ от 15 октября 2014 года полномочия Мунзук досрочно прекращены с 5 октября 2014 года (6 октября 2014 года новым представителем от исполнительного органа государственной власти Республики Тыва в Совете Федерации стал Мерген Ооржак).

## Семья
Отец — Максим Мунзук, сыгравший главную роль в фильме Акиры Куросавы «Дерсу Узала», мать — актриса Кара-Кыс Мунзук.